# Carpenedolo
Carpenedolo (lombardul: Carpenédol) település Olaszországban, Lombardia régióban, Brescia megyében. Lakosainak száma 12 945 fő (2023. január 1.). Carpenedolo Acquafredda, Calvisano, Castel Goffredo, Castiglione delle Stiviere és Montichiari községekkel határos.

## Népesség
A település népessége az elmúlt években az alábbi módon változott:
| Lakosok száma | 12 957 | 12 957 | 12 945 |
|               | 2017   | 2018   | 2023   |